# Opius resinae
Opius resinae är en stekelart som först beskrevs av Charles Thomas Brues 1933.  Opius resinae ingår i släktet Opius och familjen bracksteklar. Inga underarter finns listade i Catalogue of Life.